# نورا گیاکووا
نورا گیاکووا (انگلیسی: Nora Gjakova؛ زادهٔ ۱۷ اوت ۱۹۹۲) جودوکار زن اهل کوزوو است.
وی در مسابقات کشوری و بین‌المللی در مجموع برندهٔ ۳ مدال طلا، ۱ مدال نقره، ۵ مدال برنز شده‌است.